# Praia Arcos
A Praia Arcos, ou Zona Balnear dos Arcos, é uma zona balnear portuguesa localizada na freguesia de Santa Luzia, município de São Roque do Pico, ilha do Pico, Açores.
Esta Zona balnear localiza-se na costa norte da ilha e apresenta-se dotada por algumas infra-estruturas de apoio, tais como parque de estacinamento, apesar de não ter nadador salvador. Dada a sua posição geográfica é possível avista a ilha de São Jorge no horizonte.
Trata-se de uma zona originada por correntes de lava onde esta assumiu as mais variadas formas. Dentre estas formas, é de salientar a que assumiu a silhueta de um cachorro, tendo a esse facto ido buscar o nome.